# 莫特罗
莫特罗（法語：Mottereau，法語發音：[mɔtʁo]）是法国厄尔-卢瓦省的一个市镇，属于沙托丹区。

## 地理
莫特罗（48°15'19"N, 1°10'40"E）面积8.79 平方千米，位于法国中央-卢瓦尔河谷大区厄尔-卢瓦省，该省份为法国北部内陆省份，北起顺时针与厄尔省、伊夫林省、埃松省、卢瓦雷省、卢瓦-谢尔省、萨尔特省和奧恩省接壤。
与莫特罗接壤的市镇（或旧市镇、城区）包括：蒙蒂尼勒沙尔蒂夫、维约维克、耶夫尔。
莫特罗的时区为UTC+01:00、UTC+02:00（夏令时）。

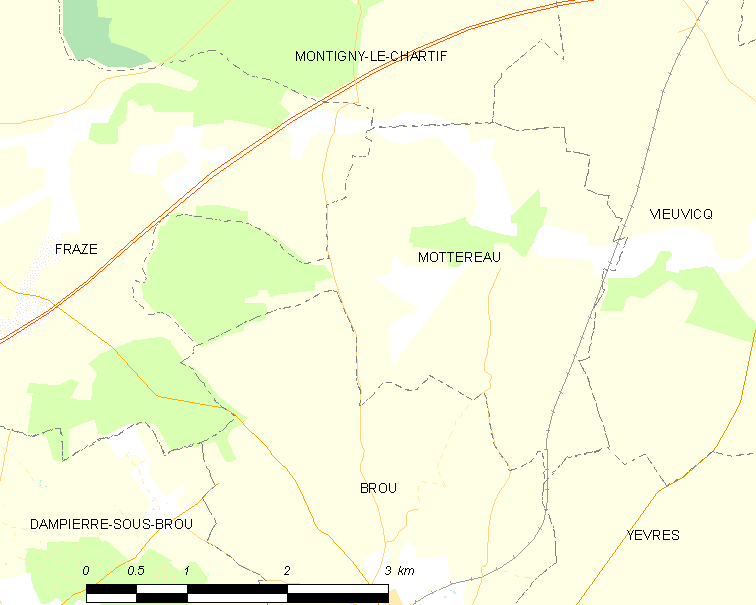
莫特罗的OSM定位图

## 行政
莫特罗的邮政编码为28160，INSEE市镇编码为28272。

## 政治
莫特罗所属的省级选区为布鲁县。

## 人口

1962-2008年间莫特罗人口变化图示

莫特罗于2022年1月1日时的人口数量为152人。